# Mi espíritu se fue
"Mi espíritu se fue" es una canción compuesta por los músicos argentinos Luis Alberto Spinetta y Osvaldo Frascino e interpretada por la banda Pescado Rabioso, que integra el álbum doble Pescado 2 de 1973, segundo álbum de la banda, ubicado en la posición n.º 19 de la lista de los 100 mejores discos del rock argentino por la revista Rolling Stone.
Para grabar este tema, Pescado Rabioso utilizó una formación especial: Spinetta en guitarra acústica; David Lebón en guitarra acústica y guitarra eléctrica; Black Amaya en percusión; Carlos Cutaia en "tacos". Para el canto, Spinetta con coros de Lebón.

## La canción
"Mi espíritu se fue" es el décimo cuarto track (Disco 2, Lado A, track 14) del álbum doble Pescado 2, el último tema del lado A, del disco 2. Se trata de un tema primordialmente acústico, sostenido en dos guitarras acústicas y una percusión sutil con impactantes efectos de platillos, que termina con un bello solo de guitarra eléctrica a cargo de Lebón.
El cuadernillo del álbum define al tema diciendo que son «palabras de la eternidad de los objetos» y cuenta:

NOS ACORDAMOS DE QUE UNA NOCHE EN UNA HABITACIÓN... Bocon Frasccino (sic), dueño de inviernos pensativos, le mostró un Riff a Luis Alberto y esa misma noche quedó mi espíritu se fue. Los arreglos convenidos con Bocón, fueron ligeramente diferenciados. En vivo lo tocamos dos veces, cuando Cutaia no Flaba. Black delante de los platillos, en la grabación. Que bien. La palabra, la idea de definirnos frente a los espiritualistas.
Cuadernillo del álbum

El tema ha sido destacado como un "gran tema acústico" que tiene sus momentos culminantes en "la apasionante y triste melodía vocalizada por Luis, y por la parte final, ésa en la que Spinetta canta (o grita) y agrega un sonido de eco que queda perfecto".